# Jaime Morera y Galicia
Jaime Morera y Galicia (Lérida, 1854-Madrid, 1927) fue un pintor paisajista español.

## Biografía

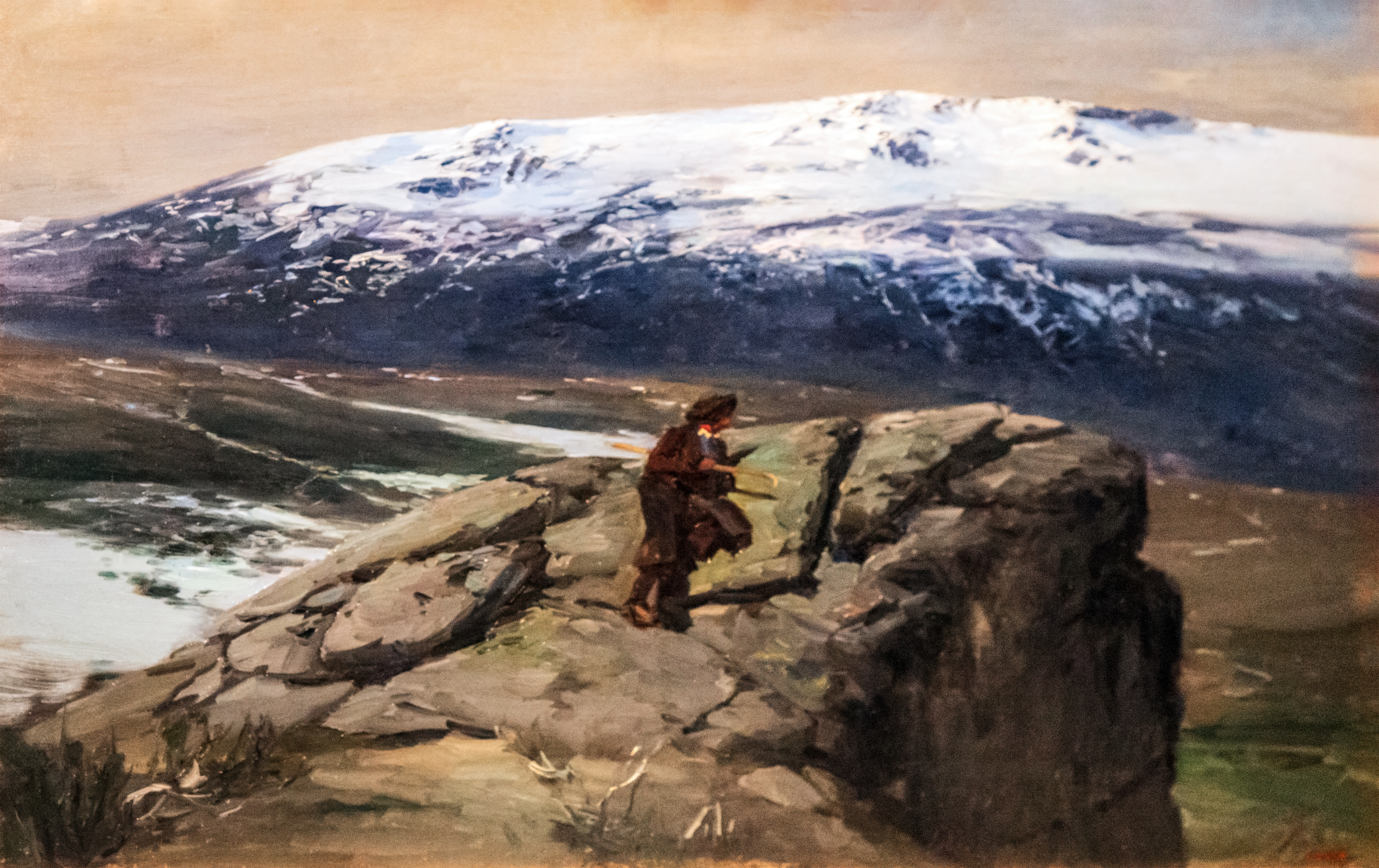
Peñalara (Sierra de Guadarrama). Pintura al óleo cerca 1891. Museo Nacional de Arte de Cataluña.

Hermano del político y poeta Magín Morera, estudió pintura de paisaje en la Real Academia de Bellas Artes de San Fernando de Madrid con Carlos de Haes. Después en 1874 marchó pensionado como pintor de paisaje en la primera promoción en la Academia de España en Roma junto a Francisco Pradilla, Casto Plasencia y Alejandro Ferrant. Allí pintaría paisajes italianos dentro de las normas del academicismo clasicista. En esta época pinta Tormenta de nieve o perros en la nieve, Orilla nevada del lago Trasimeno y El anochecer. A su regreso a España, en 1877, volvió temporalmente a su ciudad natal, con la que mantendría relación a lo largo de toda su vida creando, en 1917, el Museo de Arte Moderno de Lérida, principalmente con obras de su maestro. Fue tal su contribución a este museo que finalmente se denomina Museo de Arte Jaime Morera.
No obstante, se instaló definitivamente en Madrid, desde donde viajó a Holanda, Bélgica y Francia, siguiendo los pasos de su maestro. De estas estancias es el cuadro Orillas del Waht (Holanda), que presentó a la Exposición Nacional de Bellas Artes de 1878 y Playa de Normandía, con la que obtuvo medalla en la exposición del año 1892. 
Representa una corriente paisajista partidaria de la experiencia directa del natural y atraída por los paisajes nórdicos. Son conocidas sus excursiones pictóricas por las montañas del Guadarrama, de las que tiene una amplia colección de obras, alguna de ellas en el Museo del Prado y en el Museo Nacional de Arte de Cataluña. También viajó en numerosas ocasiones por el norte de España. A estas estancias corresponden Mar Cantábrico o Costa de Santoña.

## Obras
- Orilla nevada del lago Trasimeno.
- El anochecer.
- Mar Cantábrico.
- Corderos en la nieve.
- Paisaje de Normandía.
- Tormenta de nieve o perros en la nieve.
- Orillas del Waht.
- Guadarrama.
- Pinos de Frascati.
- Costa de Santoña.

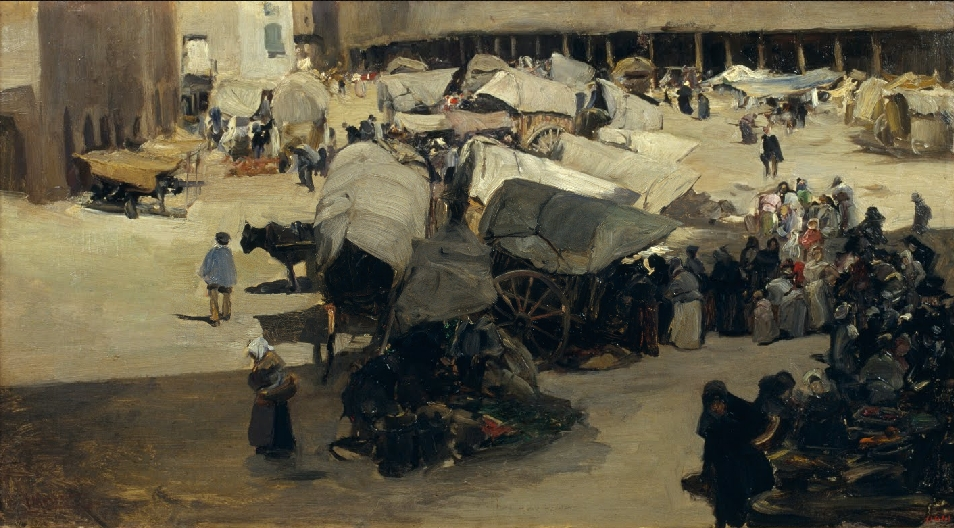
Mercat Santa Coloma de Queralt
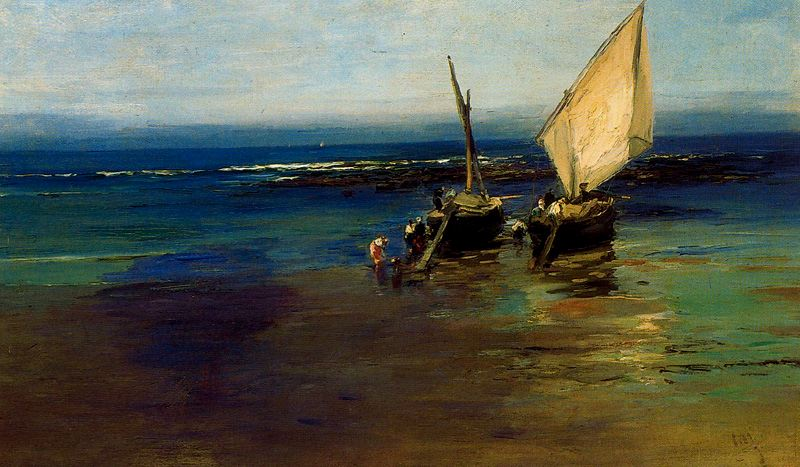
Gabarra esperando la marea
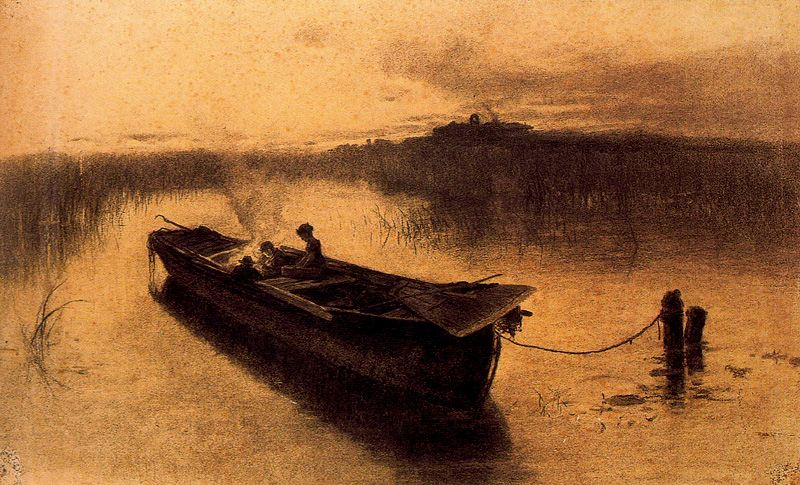
Crepúsculo en el lago Trasimeno